# Tour de Francia 1956
El 43.º Tour de Francia se disputó entre el 5 y el 28 de junio de 1956 con un recorrido de 4498 km. dividido en 22 etapas, de las que la cuarta constó de dos sectores.
Participaron 120 ciclistas repartidos en 12 equipos de 10 corredores de los que solo llegaron a París 88 ciclistas destacando en esta faceta el equipo nacional de Italia que logró finalizar la prueba con todos sus integrantes.
En esta edición se autorizan por primera vez los cambios de rueda tras un pinchazo. Era la tercera ocasión que no tomaba la salida ningún vencedor de ediciones anteriores, siendo la primera en 1903 y la segunda en 1927. 
El vencedor de las últimas ediciones (Louison Bobet) estaba recientemente operado. El principal favorito era Charly Gaul pese a estar en un equipo débil. Un trazado sin demasiada montaña abría muchas posibilidades a rodadores. 
El vencedor final fue un hasta entonces desconocido Roger Walkowiak. Cubrió la prueba a una velocidad media de 36,268 km/h, récord en ese entonces.

## Etapas
| Etapa   | Fecha     | Recorrido                     | Distancia (km) | Ganador             | Líder           |
| ------- | --------- | ----------------------------- | -------------- | ------------------- | --------------- |
| 1.ª     | 5 de jul  | Reims - Lieja                 | 223            | André Darrigade     | André Darrigade |
| 2.ª     | 6 de jul  | Lieja - Lille                 | 217            | Alfred de Bruyne    | André Darrigade |
| 3.ª     | 7 de jul  | Lille - Ruan                  | 225)           | Arrigo Padovan      | Gilbert Desmet  |
| 4.ª (a) | 8 de jul  | Circuito de Rouen-les-Essarts | 15 (CR)        | Charly Gaul         | Gilbert Desmet  |
| 4.ª (b) | 8 de jul  | Ruan - Caen                   | 125            | Roger Hassenforder  | André Darrigade |
| 5.ª     | 9 de jul  | Caen - Saint-Malo             | 189            | Joseph Morvan       | André Darrigade |
| 6.ª     | 10 de jul | Saint-Malo - Lorient          | 192            | Alfred de Bruyne    | André Darrigade |
| 7.ª     | 11 de jul | Lorient - Angers              | 244            | Alessandro Fantini  | Roger Walkowiak |
| 8.ª     | 12 de jul | Angers - La Rochelle          | 180            | Miguel Poblet       | Roger Walkowiak |
| 9.ª     | 13 de jul | La Rochelle - Burdeos         | 219            | Roger Hassenforder  | Roger Walkowiak |
| 10.ª    | 15 de jul | Burdeos - Bayona              | 201            | Alfred de Bruyne    | Gerrit Voorting |
| 11.ª    | 16 de jul | Bayona - Pau                  | 255            | Nino Defilippis     | André Darrigade |
| 12.ª    | 17 de jul | Pau - Luchon                  | 130            | Jean-Pierre Schmitz | Jan Adriaensens |
| 13.ª    | 18 de jul | Luchon - Toulouse             | 176            | Nino Defilippis     | Jan Adriaensens |
| 14.ª    | 19 de jul | Toulouse - Montpellier        | 231            | Roger Hassenforder  | Jan Adriaensens |
| 15.ª    | 20 de jul | Montpellier - Aix-en-Provence | 204            | Joseph Thomin       | Wout Wagtmans   |
| 16.ª    | 22 de jul | Aix-en-Provence - Gap         | 203            | Jean Forestier      | Wout Wagtmans   |
| 17.ª    | 23 de jul | Gap - Turín                   | 234            | Nino Defilippis     | Wout Wagtmans   |
| 18.ª    | 24 de jul | Turín - Grenoble              | 250            | Charly Gaul         | Roger Walkowiak |
| 19.ª    | 25 de jul | Grenoble - Saint-Étienne      | 173            | Stan Ockers         | Roger Walkowiak |
| 20.ª    | 26 de jul | Saint-Étienne - Lyon          | 73 (CR)        | Miguel Bover Pons   | Roger Walkowiak |
| 21.ª    | 27 de jul | Lyon - Montluçon              | 237            | Roger Hassenforder  | Roger Walkowiak |
| 22.ª    | 28 de jul | Montluçon - París             | 331            | Gastone Nencini     | Roger Walkowiak |

CR = Contrarreloj individual

## Clasificación general
| Clasificación general |                     |                   |                   |
| Ciclista              | Ciclista            | Equipo            | Tiempo            |
| --------------------- | ------------------- | ----------------- | ----------------- |
| 1.º                   | Roger Walkowiak     | North-East/Centre | 124 h 01 min 16 s |
| 2.º                   | Gilbert Bauvin      | Francia           | + 1 min 25 s      |
| 3.º                   | Jan Adriaensens     | Bélgica           | + 3 min 44 s      |
| 4.º                   | Federico Bahamontes | España            | + 10 min 14 s     |
| 5.º                   | Nino Defilippis     | Italia            | + 10 min 25 s     |
| 6.º                   | Wout Wagtmans       | Países Bajos      | + 10 min 59 s     |
| 7.º                   | Nello Lauredi       | South-East        | + 14 min 01 s     |
| 8.º                   | Stan Ockers         | Bélgica           | + 16 min 52 s     |
| 9.º                   | René Privat         | Francia           | + 22 min 59 s     |
| 10.º                  | Alves Barbosa       | Luxemburgo/Mixto  | + 26 min 03 s     |